# Ivankiv
Ivankiv (ukránul: Іванків) városi jellegű település Ukrajna Kijevi területének Vishorodi járásában. Korábban járási székhely volt, de az egykori Ivankivi járást a 2020-as közigazgatási reform során a Vishorodi járáshoz csatolták. Közigazgatásilag a saját önkormányzattal rendelkező Ivankiv községhez tartozik, annak székhelye (a községhez még további 80 falu tartozik). A település a Teteriv folyó bal partján, Kijevtől 80 km-re, Csornobiltól 50 km-re, a 30 km-es zónától 25 km-re fekszik. Becsült népessége 2020. január 1-jén 10 369 fő volt.